# Jan van Haasteren
Jan van Haasteren (Schiedam, 24 februari 1936) is een Nederlandse striptekenaar, bekend van onder andere Baron van Tast en Tinus Trotyl. 

## Levensloop
Van Haasteren groeide op in Schiedam waar hij op de Ambachtschool leerde voor huisschilder. Hierna ging hij naar de Academie voor Beeldende Kunsten in Rotterdam, waar hij op advies van zijn vader de opleiding Publiciteit & Reclame volgde. Na zijn opleiding werkte hij als assistent van Loek van Delden aan de strip Smidje Verholen. Van 1962 tot 1966 werkte hij bij de Toonder Studio's, aanvankelijk op de tekenfilmafdeling. Vanaf 1963 werkte hij als striptekenaar vooral aan de strips Kappie, Tom Poes en Hiawatha. In 1966 stapte van Haasteren voor korte tijd over naar de studio’s van Joop Geesink, waar hij aan de serie Rick de Kikker werkte. Hierna werkte hij als freelancer voor onder andere Toonder. Voortaan stond echter zijn eigen werk op de voorgrond. Met scenariste Patty Klein, waarmee hij nog vaak zou samenwerken, maakte hij de strip Bartje en Opa. De samenwerking kreeg een vervolg met onder andere Sjaak en Oom George voor KRO Studio en Erik en Opa, een nieuwe versie van Bartje en Opa die vanaf 1975 in Jippo verscheen.

## Stripverhalen
Voor Pep tekende hij vanaf 1972 Baron van Tast, met scenario's van Renée van Utteren, Lo Hartog van Banda, Frits van der Heide en Patty Klein. Tevens verscheen de gagstrip Voortvluchtig in Pep. In Donald Duck verschenen van zijn hand Ketelbinkie, geschreven door Wim Meuldijk, en Ome Arie. Voor Sjors tekende hij vanaf 1974, naar een scenario van Philip Sohier, de strip Tinus Trotyl die vanaf 1975 werd voortgezet in Eppo, waarvoor hij samen met Toon van Driel ook De Stuntels tekende. In Eppo Wordt Vervolgd publiceerde hij de strip Brian en de brainbox, geschreven door David Ireland. Daarnaast publiceerde hij vele losse strips in De Vrije Balloen waarvoor hij onder andere de pseudoniemen Harold Hurry en Jean Pion gebruikte. Voor spellenfabrikant Jumbo heeft hij een groot aantal legpuzzels getekend. 

## Legpuzzels
De laatste jaren heeft Van Haasteren, samen met Rob Derks en Dick Heins, zich gericht op het tekenen van grote Jumbo puzzelprenten waarop van alles gebeurt. Zijn signatuur is daar de haaievin.

## Onderscheidingen
In 2006 werd Jan van Haasteren door Het Stripschap onderscheiden met de Bulletje en Boonestaak Schaal. Op 26 april 2013 werd hij benoemd tot Ridder in de Orde van Oranje-Nassau.
- International Standard Name Identifier: 0000 0000 7095 7386
- Nederlandse Thesaurus van Auteursnamen: 069075468
- RKD-Nederlands Instituut voor Kunstgeschiedenis: 35032
- Union List of Artist Names: 500204681
- Virtual International Authority File: 96708236
- WorldCat: E39PBJf4bQCHB9WhJCvrPvqWjC